# Strale (destroyer, 1931)
Le Strale (fanion « ST ») était un destroyer italien de la classe Dardo lancé en 1931 pour la Marine royale italienne (en italien : Regia Marina). 

## Conception et description
Les destroyers de la classe Dardo étaient des versions agrandies et améliorées de la classe Turbine précédente. Ils avaient une longueur totale de 96,15 mètres, une largeur de 9,75 mètres et un tirant d'eau moyen de 3,15 mètres. Ils déplaçaient 1 225 tonnes à charge normale et 2 150 tonnes en charge totale. Leur effectif en temps de guerre était de 6 officiers, 159 sous-officiers et marins
Les Dardo étaient propulsées par deux turbines à vapeur à engrenages Parsons, chacune entraînant un arbre d'hélice à l'aide de la vapeur fournie par trois chaudières Thornycroft. Les turbines étaient conçues pour produire 44 000 chevaux-vapeur (33 000 kW) et une vitesse de 30 nœuds (56 km/h) en service, bien que les navires aient atteint des vitesses de 38-39 nœuds (70-72 km/h) pendant leurs essais en mer alors qu'ils étaient légèrement chargés. Ils transportaient suffisamment de fuel pour avoir une autonomie de 4 600 milles nautiques (8 500 km) à une vitesse de 12 nœuds (22 km/h).
Leur batterie principale était composée de quatre canons de 120 millimètres dans deux tourelles jumelées, une à l'avant et une à l'arrière de la superstructure. La défense antiaérienne (AA) des navires de la classe Dardo était assurée par une paire de canons AA de 40 millimètres dans des affûts simples au milieu du navire et une paire d'affûts doubles pour des mitrailleuses Breda Model 1931 de 13,2 millimètres. Ils étaient équipés de six tubes lance-torpilles de 533 millimètres dans deux montages triples au milieu du navire. Bien que les navires ne soient pas dotés d'un système de sonar pour la lutte anti-sous-marine, ils sont équipés d'une paire de lanceurs de grenades sous-marines. Les Dardo peuvent transporter 54 mines.

## Construction et mise en service
Le Strale est construit par le chantier naval Cantiere navale di Sestri Ponente à Sestri Ponente en Italie, et mis sur cale le 20 février 1929. Il est lancé le 26 mars 1931 et est achevé et mis en service le 6 février 1932. Il est commissionné le même jour dans la Regia Marina.

## Histoire du service
En 1936-1938, le Strale participe à la guerre civile espagnole.
Lorsque l'Italie entre dans la Seconde Guerre mondiale, il fait partie du VIIe escadron de destroyers, aux côtés de ses navires-jumeaux (sister ships) Freccia, Dardo et Saetta
A 23h21 du 13 juin 1940, il aperçoit le sous-marin HMS Odin (N84) qui se dirige en surface dans le golfe de Tarente. Le Strale passe ensuite à l'attaque en ouvrant le feu avec son artillerie, en lançant quelques torpilles et en essayant d'éperonner le sous-marin, qui cependant plonge en lançant également une torpille contre le navire, sans réussir à l'atteindre. Le destroyer lance quelques grenades sous-marines, croyant avoir coulé le Odin (qui cependant, en réalité, a probablement coulé quelques heures plus tard par le destroyer Baleno),.
A 14h10, le 7 juillet, il quitte Tarente avec ses navires-jumeaux, les cuirassés Giulio Cesare et Conte di Cavour et le VIIIe escadron de destroyers (Folgore, Fulmine, Lampo et Baleno) pour soutenir un convoi vers la Libye (transports de troupes Esperia et Calitea, navires à moteur Marco Foscarini, Francesco Barbaro et Vettor Pisani, avec l'escorte des torpilleurs Orsa, Procione, Orione, Pegaso, Abba et Pilo); mais ils ont connu des défaillances mécaniques.
Au début de 1941, il subit quelques travaux qui impliquent le remplacement des systèmes de mitrailleuses jumelles Breda Model 1931 de 13,2 mm sur le pont par deux mitrailleuses simples Breda 20/65 Mod. 1935, et le remplacement des deux canons à obus éclairants de 120 mm par deux systèmes jumeaux de 20 mm.
Le 17 janvier, il s'échoue sur les hauts-fonds de Kerkennah avec le navire à moteur Marco Foscarini; les deux unités sont alors désengagées et remorquées au port par le vieux torpilleur Papa.
Le 28 mars, il escorte, avec les destroyers Folgore et Dardo, un convoi faisant route Naples-Tripoli et composé des navires marchands Galilea, Heraklea, Ruhr, Samos et Adana. Les navires sont attaqués par le sous-marin britannique HMS Utmost (N19), qui coule le Heraklea et endommage le Ruhr. Le Ruhr est remorqué à Trapani par le Dardo et assisté par les torpilleurs Circe, Sagittario et Alcione et deux vedettes-torpilleurs MAS (Motoscafo armato silurante), tandis que le reste du convoi arrive à Tripoli le 30,.
Du 21 au 24 avril, il escorte (avec les destroyers Turbine, Saetta et Folgore) un convoi formé par les transports Giulia, Castellon, Arcturus et Leverkusen sur la route Naples-Tripoli.
Le 1er mai, il fait partie (avec trois autres destroyers) de l'escorte d'un convoi de cinq navires marchands qui est attaqué par le sous-marin britannique HMS Upholder (P37). Dans une première attaque, il touche mortellement le navire à moteur Arcturus et endommage sérieusement un autre, le Leverkusen, coulé plus tard avec le lancement d'autres torpilles,.
Le 16 mai, il quitte Naples pour escorter, avec les destroyers Turbine, Euro, Fulmine et Folgore, un convoi formé par les vapeurs Preussen, Sparta, Capo Orso, Motia et Castelverde et par le pétrolier Panuco (qui sera rejoint plus tard par le pétrolier Superga). Les navires arrivent au port le 21 mai, malgré une collision entre le 'Preussen et le Panuco et une attaque infructueuse du sous-marin britannique HMS Urge (N17) sur le Capo Orso et le Superga.
Le 13 août, il appareille de Naples pour escorter vers Tripoli, avec les destroyers Vivaldi, Malocello, Folgore et Fulmine et le torpilleur Orsa, un convoi composé des transports Andrea Gritti, Rialto, Vettor Pisani, Francesco Barbaro et Sebastiano Venier. Ce convoi arrive sain et sauf le 15 malgré des attaques aériennes (au cours desquelles un canon du Vivaldi explose accidentellement) et sous-marines.
Le 1er septembre, il appareille de Naples pour escorter, avec les destroyers da Recco, Folgore et Dardo, les navires à moteur Andrea Gritti, Rialto, Vettor Pisani, Sebastiano Venier et Francesco Barbaro. Le 3, le convoi est attaqué par le ciel et le Andrea Gritti, incendié, est dynamité avec la mort de 347 hommes, tandis que le Francesco Barbaro, endommagé, doit être remorqué à Messine par le Dardo avec l'aide des destroyers Ascari et Lanciere; le reste du convoi arrive à Tripoli le jour suivant,,.
Le 5 septembre, il quitte Tripoli pour escorter Naples, en compagnie des destroyers da Recco, Freccia et Folgore, qui sont rejoints plus tard par le torpilleur Circe, le vapeur Ernesto, le navire à moteur Col di Lana et le pétrolier Pozarica. Le 7 septembre, le Ernesto est torpillé et endommagé par le sous-marin néerlandais HNLMS O 21 au large de Pantelleria et le Strale le remorque jusqu'à Trapani avec le Circe (où il arrive le 8 septembre), tandis que le reste du convoi continue jusqu'à Naples (où il arrive le jour suivant),.
Le 24 septembre, il escorte (avec les destroyers Lampo, Oriani et Fulmine) un convoi composé des transports Amsterdam, Castelverde et Perla. Le convoi a peut-être été attaqué par un sous-marin au large de Pantelleria, mais il n'y a pas de confirmation de la part des Britanniques.
Le 25 octobre, il quitte Benghazi en escortant les vapeurs Tinos et Capo Orso. Depuis Malte, la Force K britannique (croiseurs HMS Aurora (12) et HMS Penelope (97), destroyers HMS Lance (G87) et HMS Lively (G40)) est envoyée pour intercepter le convoi, mais elle n'y parvient pas et les trois navires atteignent Brindisi sains et saufs le 28.
Le 23 novembre, il escorte le paquebot Bosphorus de Benghazi à Brindisi.
Le 13 décembre, avec le destroyer Turbine, il escorte les navires à vapeur Iseo et Capo Orso d'Argostoli à Benghazi dans le cadre de l'opération de ravitaillement "M 41". Cependant, après le torpillage du cuirassé Vittorio Veneto (qui est sérieusement endommagé) et des navires à moteur Fabio Filzi et Carlo Del Greco (qui sont coulés), l'opération est annulée et les deux navires marchands, de retour au port, entrent en collision et sont sérieusement endommagés,.
Le 21 février 1942, il participe à l'opération de trafic "K 7" en escortant, avec les destroyers Premuda, Zeno, Vivaldi et Malocello et le torpilleur Pallade, un convoi composé des transports Monginevro, Ravello et Unione sur la route Messine (d'où le convoi est parti à 17h30 le 21) - Tripoli,.
Le 31 mars, il escorte le paquebot Bosforo sur le chemin du retour de Benghazi à Brindisi, quand, à 21h50, il est torpillé par le sous-marin britannique HMS Proteus. Malgré la tentative du Strale de le remorquer, le navire marchand coule à la position géographique de 36° 54′ N, 21° 18′ E,,.
Le 18 avril, il sauve presque tout l'équipage d'un vapeur allemand, le Bellona, torpillé et coulé par le sous-marin britannique HMS Torbay (N79).
Le 20 juin, il appareille de Naples avec le destroyer da Recco et le torpilleur Centauro pour escorter à Tripoli le navire à moteur Pilo et le vapeur Reichenfels (avec un chargement total de 290 hommes, 4 chars, 376 véhicules, 638 tonnes de carburant, 7 117 tonnes d'autres fournitures). Le Strale a un commandant à sa première mission sur cette unité et des officiers pas très préparés et soudés,. Le Strale  a des problèmes pour garder son cap et rester à sa place dans la formation, il est donc déplacé à l'arrière du convoi. Dans la nuit suivante, il finit par s'échouer à Ras el Amar, signalant de sérieux dommages,,,. Le Centauro, envoyé par le da Recco pour aider l'unité échouée, ne peut que prendre à bord l'équipage,,.
Le 6 août, l'épave du destroyer est torpillée et détruite par le sous-marin britannique HMS Turbulent (N98),.
Le Strale avait effectué un total de 106 missions de guerre (5 avec des forces navales, 4 de lutte anti-sous-marine, 58 d'escorte de convois, 5 d'entraînement et 34 de transfert ou autre), couvrant 45 143 milles nautiques (83 604 km) et passant 235 jours en mission.

### Commandement
Commandants
- Capitaine de corvette (Capitano di corvetta) Andrea Fè D'Ostiani (né à Turin le 15 janvier 1903) (10 juin 1940 - janvier 1941)
- Capitaine de corvette (Capitano di corvetta) Giuseppe Angelotti (né à Todi le 27 décembre 1906) (janvier - novembre 1941)
- Capitaine de corvette (Capitano di corvetta) Luca Goretti de' Flamini (né à Florence le 3 décembre 1907) (novembre 1941)
- Capitaine de corvette (Capitano di corvetta) Stefanino Palmas (né à Ittiri le 26 mars 1907) (23 novembre - 11 décembre 1941)
- Capitaine de corvette (Capitano di corvetta) Enea Picchio (né à Oleggio le 21 septembre 1906) (12 décembre 1941 - 28 avril 1942)
- Capitaine de corvette (Capitano di corvetta) Oderisio Maresca (né à Piano di Sorrento le 24 juin 1903) (29 avril - 21 juin 1942)

### Source
- (it) Cet article est partiellement ou en totalité issu de l’article de Wikipédia en italien intitulé « Strale (cacciatorpediniere 1932) » (voir la liste des auteurs).